# Conirostre à cape bleue
Conirostrum sitticolor
Espèce
Statut de conservation UICN

 LC  : Préoccupation mineure
Le Conirostre à cape bleue (Conirostrum sitticolor), aussi appelé Sucrier à dos bleu, est une espèce de passereaux de la famille des Thraupidae.

## Répartition géographique
Cet oiseau vit dans la moitié nord des Andes.

## Sous-espèces
- Conirostrum sitticolor cyaneum, Taczanowski, 1875
- Conirostrum sitticolor intermedium, Berlepsch, 1893
- Conirostrum sitticolor pallidum, Aveledo & Perez, 1989
- Conirostrum sitticolor sitticolor, Lafresnaye, 1840